# Tanutamon
Tanutamon (em egípcio: Tanwetamani, em grego: Tementhes, em acádio: Tantamani; nascimento desconhecido, morto em 653 a.C.) Foi um faraó do Egito e do Reino de Cuxe, membro da dinastia núbia ou na vigésima quinta dinastia do Egito. Seu prenome ou nome real era Bacarré, que significa "Gloriosa é a Alma de Rá". 

## Histórico
Tanutamon era o filho do rei Xabaca e sobrinho de seu antecessor Taraca.  Em algumas fontes, afirmam ser o filho de Xabataca.  Registros assírios afirmam que Tanutamon era de filho de Xabaca e referem-se a Qalhata como uma irmã de Taraca.  Alguns egiptólogos interpretaram o texto assírio como afirmando que Tanutamon era filho de Xabataca, mas como este era filho de Xabaca, é mais comum considerar Tanutamon filho de Xabaka. 
Quando os assírios conquistaram o Egito nomearam Necao I como faraó e deixaram o Egito, Tanutamon marchou através do Nilo desde a Núbia e reconquistou todo o Egito, incluindo Mênfis.  Necao I, o representante dos assírios, foi morto durante a campanha.  Como represaria os assírios voltaram a atacar o Egito derrotando o exército de Tanutamon desde a região do Delta avançando até o sul de Tebas, acabando por saquear Tebas. A reconquista assíria se efetivou em  656 a.C., 8 anos após Tanutamon assumir o poder e acabou com o controle núbio sobre o Egito. Quando navios de Psamético I tomaram pacificamente o controle de Tebas e efetivamente unificou todo o Egito. 
Antes da chegada das tropas de Psamético I a Tebas, Tanutamon voltara a Napata de onde governou Cuxe até sua morte em 653 a.C. e foi sucedido por seu primo Atlanersa, filho de Taraca. Tanutamon foi enterrado no cemitério da família em El-Kurru.  Foram descobertas estátuas dos faraós núbios entre eles Tantamani em Querma (atual Duqui Gel) em 2003. 